# Crambodoxa
Crambodoxa là một chi bướm đêm thuộc họ Gelechiidae.